# Коровушкин, Николай Иванович
Николай Иванович Коровушкин (1921—2003) — полковник Советской Армии, лётчик-испытатель, Герой Советского Союза (1957).

## Биография
Родился 19 марта 1921 года в Москве. Окончил десять классов школы в Москве. В июне 1939 года был призван на службу в Рабоче-крестьянскую Красную Армию. В 1940 году окончил Московское военное авиационно-техническое училище.
С 1946 года был лётчиком-испытателем ГК НИИ ВВС. Участвовал в испытаниях самолётов «МИГ-19СВ», «Су-7», «Су-9», «П-1».
Указом Президиума Верховного Совета СССР от 9 сентября 1957 года за «мужество и героизм, проявленные при испытании новой авиационной техники», подполковник Николай Коровушкин был удостоен звания Героя Советского Союза с вручением ордена Ленина и медали «Золотая Звезда» за номером 11101.
В 1955 году заочно окончил Военно-воздушную академию. С 1968 года служил лётчиком-инспектором НИИ Министерства радиопромышленности СССР. В январе 1977 года в звании полковника был уволен в запас. Проживал в Москве. Скончался 3 июля 2003 года, похоронен на Троекуровском кладбище Москвы.
Заслуженный лётчик-испытатель СССР. Был также награждён орденами Октябрьской Революции и Красного Знамени, тремя орденами Красной Звезды, рядом медалей.
В честь Коровушкина названа улица в Серебряных Прудах.